# Укша
Укша — річка в Україні, у Куликівському районі Чернігівської області. Ліва притока Спеціва (басейн Дніпра).

## Опис
Довжина річки приблизно 17,6 км. Повність каналізована.

## Розташування
Бере початок на північному заході від Стодолів. Спочатку тече на північний захід через Смолянку, повертає на північний схід і у Грабівці впадає у річку Спеців, праву притоку Вздвижу.